# Климатино (Ростовский район)
Климатино — село в Ростовском районе Ярославской области России, входит в сельское поселение Поречье-Рыбное.

## Географическое положение
Находится между сёлами Поречье-Рыбное (север), Михайловское (запад), Осоево (юг) и Козохово (восток).

## История
Каменная одноглавая церковь в селе во имя Спаса Нерукотворенного образа построена в 1780 году помещицей княгиней Анастасией Алексеевной Голицыной; имела три престола: Всемилостивого Спаса, Трех Святителей и вмц. Варвары. Колокольня построена одновременно в соединении с церковью.  
В конце XIX — начале XX село входило в состав Ворожской волости Ростовского уезда Ярославской губернии. В 1885 году в селе был 41 двор.
С 1929 года село являлось центром Климатинского сельсовета Ростовского района, с 1960 года — в административном подчинении рабочего посёлка Поречье-Рыбное, с 2005 года — в составе сельского поселения Поречье-Рыбное.

## Население
| 1859 | 1914 | 2007 | 2010 |
| ---- | ---- | ---- | ---- |
| 366  | ↗400 | ↘305 | ↘290 |

## Достопримечательности
В селе расположена недействующая Церковь Спаса Преображения (1780).

## Инфраструктура
В селе расположен Климатинский детский дом.